# Osobowe źródło informacji
Treść tego artykułu od 2021-12 należy opracować w taki sposób, aby nie uwypuklała nadmiernie polskiej specyfiki / aby nie zawężała się tylko do polskich warunków
Dokładniejsze informacje o tym, co należy poprawić, być może znajdują się w dyskusji tego artykułu.
 Po wyeliminowaniu niedoskonałości należy usunąć szablon [[Szablon:Dopracować|]] z tego artykułu.
Osobowe źródło informacji (OZI) – osoba współpracująca z organami bezpieczeństwa państwa. Pojęcie OZI zostało wprowadzone także w ustawie lustracyjnej. Zapis ten został w 2007 roku uznany za niekonstytucyjny.

## Kategorie osobowych źródeł informacji
Początkowo funkcjonowały formalnie trzy kategorie OZI. Byli to informatorzy, agenci i rezydenci. Nieformalnie wyróżniano jeszcze czwartą grupę – kontakt operacyjny.
- Informatorem był tajny współpracownik organów bezpieczeństwa, związany ze środowiskiem interesującym organa bezpieczeństwa. Ujawniał on osoby prowadzące wrogą działalność. Informatorem mogła być też osoba zwerbowana dla wykonania specjalnego zadania. W odróżnieniu od agenta, informator nie posiada bezpośredniego kontaktu z wrogą organizacją, siatką wywiadu itp[4]. Kategoria „informator” wymieniona jest w instrukcji z 1945, jednakże jej dokładna definicja znalazła się dopiero w instrukcji z 1953[5].
- Agentem był tajny współpracownik organów bezpieczeństwa, który aktywnie rozpracowywał wrogą działalność organizacji. Posiadał on bezpośredni kontakt z ośrodkiem, grupą lub osobami uprawiających wrogą działalność, cieszyć się ich zaufaniem oraz posiadać możliwości ich rozpracowania[4]. Agent był mocno związywany z aparatem bezpieczeństwa. Powinien być gotów wykonać każde powierzone mu zadanie[6]. Instrukcja z 1945 określenie „agent” stosowała dla wszystkich form współpracy z UB, mimo iż posługiwała się również terminami informator i rezydent. Dopiero instrukcja z 1953 zdefiniowała kategorie współpracy innych kategorii[7].
- Rezydent był tajnym współpracownikiem organów bezpieczeństwa, który kieruje pewną liczbą przydzielonych mu informatorów. Był wysoce zaufaną osobą odpowiadającą w zasadzie wymogom kadrowego pracownika bezpieczeństwa. Często wywodził się spośród posiadających doświadczenie polityczne członków i kandydatów PZPR[6]. Była to kategoria współpracy z UB, funkcjonująca w instrukcjach pracy operacyjnej z 1945, 1953 i 1955. W instrukcji o pracy operacyjnej z 1960 wymieniano ją jako podkategorię tajnego współpracownika. Po roku 1970 funkcjonowała nieformalnie w praktyce operacyjnej SB. Od 1972 odtworzona[8]. Odpowiednikiem rezydenta w WSW był nieoficjalny pracownik[9].
- Kontakt operacyjny to osoba, która nie podpisywała zobowiązania do współpracy, a informacje udzielała zazwyczaj ustnie. Kontaktem operacyjnym byli często członkowie PZPR. W ten właśnie sposób omijano zakaz werbowania członków PZPR[6].

W listopadzie 1956 powołano Służbę Bezpieczeństwa. W 1960 wprowadzono nową instrukcją regulującą pracę operacyjną. Zmieniło się nazewnictwo poszczególnych kategorii. Zdefiniowano „pomoc obywatelską” i podstawowe pojęcie „tajny współpracownik”, który to już nieformalnie w 1957 zastąpił „agenta”.
- Pomoc obywatelska[a] to ludzie, którzy z własnej woli udzielali informacji Służbie Bezpieczeństwa. Były to osoby które same zgłaszały się do SB, jak i te, które dawniej związane były ściślejszą współpracą z organami bezpieczeństwa. Byli to również ci, którzy z racji zajmowanego stanowiska, posiadali obowiązek meldowania o przejawach działalności niezgodnej z ówczesnym prawem[6].
- Tajny współpracownik (TW) – podstawowa kategoria współpracy z SB, właściwa dla pionów „krajowych” SB[10]. Pozyskanie TW poprzedzały długie przygotowanie pod względem jego przydatności i chęci do współpracy. Pozyskiwano za pomocą materiałów kompromitujących (np. jazda po pijanemu, przestępstwa itp.), na tzw. „patriotyzm” lub w celu osiągnięcia korzyści materialnych i osobistych (np. otrzymanie paszportu). Przy pozyskaniu TW pisał własnoręcznie zobowiązanie, które podpisywał pseudonimem (od 1970 r. nie istniał już taki wymóg formalny). Był wykorzystywany długofalowo, do różnych operacji. Pisał doniesienia, otrzymywał wynagrodzenia (finansowe lub rzeczowe). Był także często szkolony w sposobach lepszego uzyskiwania informacji i zwiększania swojej użyteczności.

W 1970 wprowadzono nową instrukcję pracy operacyjnej. Jako kategorię rejestrowanego w ewidencji operacyjnej i świadomie wyrażającego wolę współpracy konfidenta, utrzymano „tajnego współpracownika”. Dotychczasową „pomoc obywatelską” zastąpiły dwie kategorie: „kontakt służbowy” i „kontakt operacyjny”. Powstała też nowa kategoria – „konsultant”, a w drugiej połowie lat 70. powróciła nieformalnie kategoria „rezydenta”.
- Kontakt służbowy – najniższy stopień zaangażowania OZI. Rekrutowany najczęściej w zakładach pracy, miejscach służby, udzielał informacji na temat sytuacji w zakładzie. Luźno związany ze SB. Nie podpisywał zobowiązań, nie otrzymywał wynagrodzeń, nie pisał doniesień. Kontakty polegały na rozmowach z funkcjonariuszem np. SB czy żołnierzem WSW.
- Kontakt operacyjny – angażowany w celu wyjaśnienia konkretnej sytuacji, do konkretnej operacji specjalnej. Podpisywał zobowiązanie o współpracy, pisał sam doniesienia, otrzymywał wynagrodzenia. Podpisywał się nadanym pseudonimem lub inicjałami.

- Konsultant – osoba wykorzystywana do celów specjalistycznych, np. w celach ekspertyz lub szkoleń funkcjonariuszy bądź żołnierzy. Stopień wykorzystywania konsultanta był różny. Konsultanci byli wykorzystywani w różny sposób – część sporadycznie, a inni mieli niemalże etat.

W listopadzie 1989 przekształcono struktury Służby Bezpieczeństwa, a w grudniu wydano nową instrukcję pracy operacyjnej. Jako główną kategorię utrzymano „tajnego współpracownika”. Otrzymał on większy zakres obowiązków i przejął zadania nieformalnych dotychczas rezydentów. Wprowadzono też nową kategorię – „osobę informującą”. Zastąpiła ona zarówno „kontakty operacyjne”, jak i częściowo „kontakty służbowe”. Nowum było wprowadzenie jawnej kategorii – „oficjalne osobowe źródło informacji”. W tym przypadku wykorzystywano część osób, które do tej pory klasyfikowano jako „kontakt służbowy”.
- Osoba informująca – osoba, która doraźnie, w sposób tajny pomaga Służbie Bezpieczeństwa udzielając informacji o osobach, zdarzeniach i zjawiskach[12].
- Oficjalne osobowe źródło informacji to osoba, które z racji zajmowanych stanowisk, pełnionych funkcji udzielała informacji Służbie Bezpieczeństwa. Rzeczywisty przedmiot zainteresowań Służby Bezpieczeństwa zazwyczaj był utajniony[12].

## Właściciel lokalu kontaktowego (LK)
Osoba wynajmująca swoje mieszkanie na potrzeby np. SB (np. w celu spotkań z TW). Podpisywał zobowiązanie o użyczeniu swego mieszkania dla celów np. SB, za co otrzymywał wynagrodzenie.